# エキシマ

励起状態モノマーとエキシマーのエネルギー準位図

エキシマとは電子励起状態の原子分子が、他の原子分子と形成する分子である。Excited dimer（励起二量体）を略してExcimerと呼んだことに由来する。とりわけ基底状態では結合しない二つの原子によって形成されるエキシマがよく取り上げられる。エキシマの寿命はきわめて短く、一般的にはナノ秒のオーダーである。

## 形成と崩壊
エキシマは片方の原子分子が励起状態になければ形成されない。電子状態が基底状態になると分解して元に戻り、多くの場合相互に反発する。エキシマからの発光は元の原子分子からの発光より波長が長い。これはエキシマを形成することによってエネルギー的に安定するからである。したがってエキシマは蛍光によって検出されうる。
エキシマは二原子（分子）相互作用によって起こるので、元となる原子分子の密度が高いほど形成しやすい。密度が低いと、励起状態になった原子分子が他と相互作用してエキシマを形成する前に基底状態に戻ってしまうことが多くなる。

## エキシマの例と用途
エキシマレーザーはエキシマの最も一般的な利用であり、希ガスやハロゲンによって形成されるXeClなどの二原子エキシマを用いる。エキシマレーザーは、エキシマが励起状態でのみ存在し、基底状態では分解するので、完全な反転分布となることを使用している。また生物物理学においては、生体分子の間の距離を測定するのにピレンのエキシマを利用する。その他には、エキシマの形成し易さは、マトリックスの粘度に依存するため、高分子薄膜の粘度センサーにも用いることができる。

## 語の用法
厳密な用法では、同一の原子分子二つからなる二量体だけがエキシマであり、異なる原子分子からなるものはエキサイプレックス（exciplex）と呼ぶのが本来である。しかし両方ともエキシマと呼ぶことが一般的となっている。